# 대한민국 제22대 국회의원 선거
대한민국 제22대 국회의원 선거는 2024년 4월 10일에 실시된 대한민국의 국회의원 선거이다. 지역구 국회의원 254명, 비례대표 국회의원 46명을 선출하였다. 국회의원 총선거와 함께 2024년 4월 대한민국 재보궐선거도 동시에 치러졌다.
이 선거는 윤석열 정부 집권 3년차에 접어들기 직전에 치러지는 '중간 평가' 성격의 선거로 평가받았다. 한편으로 지난 총선에서 여당이 과반을 달성하지 못한 여소야대 국면의 한계를 극복하고, 임기 중후반의 국정 운영 동력을 확보할지의 여부도 주목을 받았다.
2022년 5월 제20대 대선 승리로 집권한 국민의힘은 불과 한 달 후 6월에 치러진 제8회 전국동시지방선거에서 압승하며 정권 초 탄탄한 지지를 꾀하였다. 하지만 2022년 말부터 이태원 참사, 2023년 잼버리 파행 운영, 채 해병 사건 수사외압 의혹, 2030년 엑스포 부산 유치 실패 등 윤석열 정부의 국정 실책과 논란으로, 국정지지도에 대한 긍정 평가가 20%대를 기록한 뒤, 계속해서 낮은 수준을 유지하면서 향후 선거에 악재로 작용할 여지를 남겼다. 특히 총선으로부터 가장 가까운 시점에서 치러진 2023년 10월 강서구청장 재보궐선거에서의 패배로 인해 정권 심판 여론이 현실화되었음이 확인되었다.
원내 1당인 더불어민주당의 이재명 대표 체제는 2023년 9월 이재명 본인에 대한 체포동의안의 국회 가결로 친명과 비명 간의 갈등이 본격화된 가운데, 재보궐선거 승리와 이재명 대표의 영장실질심사 기각으로 위기는 면하였으나, 계속되는 비명계와의 갈등은 이낙연을 비롯한 중진들의 탈당 후 새로운미래의 창당으로 이어졌다. 원내 2당인 국민의힘은 강서구청장 재보궐 패배에 따라 김기현 대표가 사퇴하면서, 2023년 12월 검사 출신으로 윤석열 정부의 초대 법무부장관으로 임명됐던 한동훈의 비상대책위원회 체제가 출범하였다. 제3지대에서는 2019년 문재인 정부와 윤석열 검찰청장 간의 갈등의 중심이 되었던 조국 전 법무부장관이 조국혁신당을 창당하였고, 2021년 초대 국민의힘 대표로서 대선과 지선 승리를 이끌었으나 윤석열 대통령과 당내 친윤계와의 갈등 끝에 탈당한 이준석 전 대표가 개혁신당을 창당하며, 윤석열 정권 심판 기조의 선두에 섰다. 
2023년 2월 지난 총선에서 처음 도입됐던 연동형 비례대표제를 다시 채택하는 것으로 결정되면서 더불어민주당과 국민의힘은 비례대표 위성정당을 다시 창당하였다. 국민의힘은 국민의미래를 단독 창당하였고, 더불어민주당은 진보정당계와의 '연합 정당'을 추구하는 더불어민주연합을 창당하였다. 더불어민주연합에는 진보당, 새진보연합이 참여하여 비례후보 자리를 배분하였으며, 지역구 후보 단일화도 이루어졌다. 반면 더불어민주연합에 참여하지 않은 정의당은 녹색당과 연합하여 녹색정의당으로 당명을 바꾸어 선거에 참여하였으며, 극우 정당계 가운데 유일한 원내정당인 자유통일당도 연대 없이 단독으로 참여하였다. 이들 정당을 비롯하여 이번 선거에 참여한 정당 수는 지역구 선거 21개, 비례대표 선거 38개로 집계되었다.
사전투표율은 31.28%을 기록하며 총선 가운데 역대 최고치를 기록하였으며, 전체 투표율은 67.0%로 지난 총선에서 0.8%가 늘어 1992년 제14대 총선 이후 최고치를 경신하였다. 개표 결과 제1야당인 더불어민주당과 더불어민주연합은 175석을 차지하여 지난 총선 결과에 준하는 압승을 거두었으며, 여당인 국민의힘과 국민의미래는 108석으로 개헌저지선을 지키는 선에서 패배하였다. 비례대표 선거에만 참여한 조국혁신당은 12석을 차지하여 제2야당에 등극하였다. 개혁신당은 지역구 1석과 비례대표 2석을 포함해 총 3석을 얻었으며, 진보당과 새로운미래가 지역구 1석을 각각 차지하였다. 직전까지 원내 정당을 유지하던 녹색정의당은 0석을 기록하며 원외로 밀려났고, 무소속 당선자도 0명을 기록하여 제6공화국 출범 이래 처음으로 무소속 당선자가 없는 선거로 기록되었다. 또한 이번 선거는 처음으로 여당이 아닌 야당에서 단독 과반이 나온 최초의 선거이다. 이전까지는 야권이 승리한 경우는 있어도 야당 중 한 당이 의석수 과반을 차지한 적이 전무했다.

## 선거 개요
제22대 국회의원 선거는 2024년 5월 30일부터 2028년 5월 29일까지 4년간 임기를 수행할 제22대 국회의원을 선출하는 선거이다.

### 선거권과 피선거권
2006년 4월 11일 이전 출생 대한민국 국민은 선거권과 피선거권이 있다.

### 선거구 획정
2024년 2월 29일에 여야 원내대표 선거구가 선거구 획정에 합의했다. 같은 날 국회 본회의에서 공직선거법 개정안이 통과되며 선거구가 획정되었다.
제21대 국회의원 선거 대비, 지역구가 1석 늘어나 254석이 되었고, 비례대표가 1석 줄어 46석이 되었다.
| 지역      | 21대 국회 지역구                                                        | 22대 국회 지역구                                                               | 변경 사항 |
| --------- | ----------------------------------------------------------------------- | ------------------------------------------------------------------------------ | --------- |
| 서울      | 노원구 갑 노원구 을 노원구 병                                           | 노원구 갑 노원구 을                                                            | 합구      |
| 부산      | 남구 갑 남구 을                                                         | 남구                                                                           | 합구      |
| 부산      | 북구·강서구 갑 북구·강서구 을                                           | 북구 갑 북구 을 강서구                                                         | 분구      |
| 대구 경북 | 동구 갑 동구 을 영주시·영양군·봉화군·울진군 군위군·의성군·청송군·영덕군 | 동구·군위군 갑 동구·군위군 을 영주시·영양군·봉화군 의성군·청송군·영덕군·울진군 | 조정      |
| 인천      | 서구 갑 서구 을                                                         | 서구 갑 서구 을 서구 병                                                        | 분구      |
| 경기      | 부천시 갑 부천시 을 부천시 병 부천시 정                                 | 부천시 갑 부천시 을 부천시 병                                                  | 합구      |
| 경기      | 평택시 갑 평택시 을                                                     | 평택시 갑 평택시 을 평택시 병                                                  | 분구      |
| 경기      | 동두천시·연천군 양주시                                                  | 동두천시·양주시·연천군 갑 동두천시·양주시·연천군 을                            | 조정      |
| 경기      | 안산시 상록구 갑 안산시 상록구 을 안산시 단원구 갑 안산시 단원구 을     | 안산시 갑 안산시 을 안산시 병                                                  | 합구      |
| 경기      | 하남시                                                                  | 하남시 갑 하남시 을                                                            | 분구      |
| 경기      | 화성시 갑 화성시 을 화성시 병                                           | 화성시 갑 화성시 을 화성시 병 화성시 정                                        | 분구      |
| 전북      | 군산시 김제시·부안군                                                    | 군산시·김제시·부안군 갑 군산시·김제시·부안군 을                                | 조정      |
| 전북      | 남원시·임실군·순창군 완주군·진안군·무주군·장수군                        | 남원시·장수군·임실군·순창군 완주군·진안군·무주군                               | 조정      |

### 일정
| 예비후보자등록 신청 | 2023. 12. 12. (화)부터                          |
| 후보자등록 신청     | 2024. 3. 21.(목)~3. 22.(금)「매일 09:00~18:00」 |
| 사전 투표           | 2024. 4. 5.(금)~4. 6.(토)「매일 06:00~18:00」   |
| 선거일 투표(본투표) | 2024. 4. 10.(수)「06:00~18:00」                 |

## 참여 정당과 후보자
대한민국 제22대 국회의원 선거의 후보자 등록은 2024년 3월 21일~3월 22일 양일간 진행되었다. 후보등록 마감일인 3월 22일, 중앙선거관리위원회는 선거 참여 정당과 정당 기호를 최종 확정하였다. 이번 총선의 비례대표 선거에 참여하는 정당의 수는 총 38개로 역대 최대를 기록하였으며, 투표용지 역시 51.7cm로 최장 길이를 기록하게 되었다.
정당 기호는 공직선거법 규정에 따라, 지역구 의석 5개 또는 직전선거 득표율 3%를 만족하는 정당에 대해 전국 통일기호를, 그것을 충족하지 못하는 정당에 대해서는 국회의원 의석수와 지난 선거 득표율 순으로 그 이후의 기호를 배정하였다. 전국통일기호 기준을 충족하면서 지역구 후보를 낸 정당 가운데 기호 1번 더불어민주당과 기호 2번 국민의힘은 비례대표 후보를 내지 않으므로, 비례대표 후보자의 투표 용지는 기호 3번 더불어민주연합부터 시작된다. 반대로 비례대표 후보를 낸 기호 3번 더불어민주연합과 기호 4번 국민의미래도 지역구 후보자를 내지 않았으므로, 기호 2번 국민의힘 다음은 기호 5번 녹색정의당이 차지하게 되었다.
| 기호        | 정당         | 정당           |
| ----------- | ------------ | -------------- |
| 1           |              | 더불어민주당   |
| 2           |              | 국민의힘       |
| 5           |              | 녹색정의당     |
| 6           |              | 새로운미래     |
| (7)         |              | 개혁신당       |
| (7-8)       |              | 자유통일당     |
| (7-8)       | 진보당       |                |
| 변 동 기 호 |              | 가락특권폐지당 |
| 변 동 기 호 | 기독당       |                |
| 변 동 기 호 | 기후민생당   |                |
| 변 동 기 호 | 내일로미래로 |                |
| 변 동 기 호 | 노동당       |                |
| 변 동 기 호 | 대한국민당   |                |
| 변 동 기 호 | 민중민주당   |                |
| 변 동 기 호 | 새진보연합   |                |
| 변 동 기 호 | 소나무당     |                |
| 변 동 기 호 | 우리공화당   |                |
| 변 동 기 호 | 자유민주당   |                |
| 변 동 기 호 | 한국국민당   |                |
| 변 동 기 호 | 한국농어민당 |                |

| 기호 | 정당 | 정당                   |
| ---- | ---- | ---------------------- |
| 3    |      | 더불어민주연합         |
| 4    |      | 국민의미래             |
| 5    |      | 녹색정의당             |
| 6    |      | 새로운미래             |
| 7    |      | 개혁신당               |
| 8    |      | 자유통일당             |
| 9    |      | 조국혁신당             |
| 10   |      | 가가국민참여신당       |
| 11   |      | 가가호호공명선거대한당 |
| 12   |      | 가나반공정당코리아     |
| 13   |      | 가락특권폐지당         |
| 14   |      | 공화당                 |
| 15   |      | 국가혁명당             |
| 16   |      | 국민대통합당           |
| 17   |      | 금융개혁당             |
| 18   |      | 기독당                 |
| 19   |      | 기후민생당             |
| 20   |      | 내일로미래로           |
| 21   |      | 노동당                 |
| 22   |      | 노인복지당             |
| 23   |      | 대중민주당             |
| 24   |      | 대한국민당             |
| 25   |      | 대한민국당             |
| 26   |      | 대한상공인당           |
| 27   |      | 미래당                 |
| 28   |      | 새누리당               |
| 29   |      | 소나무당               |
| 30   |      | 신한반도당             |
| 31   |      | 여성의당               |
| 32   |      | 우리공화당             |
| 33   |      | 자유민주당             |
| 34   |      | K정치혁신연합당        |
| 35   |      | 통일한국당             |
| 36   |      | 한국농어민당           |
| 37   |      | 한나라당               |
| 38   |      | 한류연합당             |
| 39   |      | 홍익당                 |
| 40   |      | 히시태그국민정책당     |

### 원내 정당 후보자
- 대한민국 제22대 국회의원 선거 더불어민주당 후보 목록
- 대한민국 제22대 국회의원 선거 더불어민주연합 후보 목록
- 대한민국 제22대 국회의원 선거 국민의힘 후보 목록
- 대한민국 제22대 국회의원 선거 국민의미래 후보 목록
- 대한민국 제22대 국회의원 선거 녹색정의당 후보 목록
- 대한민국 제22대 국회의원 선거 개혁신당 후보 목록
- 대한민국 제22대 국회의원 선거 진보당 후보 목록
- 대한민국 제22대 국회의원 선거 조국혁신당 후보 목록

## 선거 과정

### 투표
| 행정 구역명    | 총 인구수  | 유권자 수  |
| -------------- | ---------- | ---------- |
| 서울특별시     | 9,387,317  | 8,310,021  |
| 부산광역시     | 3,288,211  | 2,884,261  |
| 대구광역시     | 2,370,784  | 2,051,656  |
| 인천광역시     | 3,004,692  | 2,582,765  |
| 광주광역시     | 1,416,036  | 1,199,920  |
| 대전광역시     | 1,441,754  | 1,236,801  |
| 울산광역시     | 1,101,561  | 934,661    |
| 세종특별자치시 | 387,344    | 301,297    |
| 경기도         | 13,640,605 | 11,595,385 |
| 강원특별자치도 | 1,524,406  | 1,331,959  |
| 충청북도       | 1,591,030  | 1,372,679  |
| 충청남도       | 2,132,321  | 1,825,472  |
| 전북특별자치도 | 1,749,954  | 1,517,738  |
| 전라남도       | 1,799,169  | 1,565,232  |
| 경상북도       | 2,547,365  | 2,224,011  |
| 경상남도       | 3,242,058  | 2,779,542  |
| 제주특별자치도 | 673,239    | 566,611    |
| 전국           | 51,297,846 | 44,280,011 |

| 행정 구역명    | 유권자 수  | 투표자 수  | 투표율 |
| -------------- | ---------- | ---------- | ------ |
| 서울특별시     | 8,310,021  | 5,758,158  | 69.29% |
| 부산광역시     | 2,884,261  | 1,947,016  | 67.50% |
| 대구광역시     | 2,051,656  | 1,312,721  | 63.98% |
| 인천광역시     | 2,582,765  | 1,685,267  | 65.25% |
| 광주광역시     | 1,199,920  | 818,073    | 68.18% |
| 대전광역시     | 1,236,801  | 819,637    | 66.27% |
| 울산광역시     | 934,661    | 624,852    | 66.85% |
| 세종특별자치시 | 301,297    | 211,329    | 70.14% |
| 경기도         | 11,595,385 | 7,729,678  | 66.66% |
| 강원특별자치도 | 1,331,959  | 887,270    | 66.61% |
| 충청북도       | 1,372,679  | 894,695    | 65.18% |
| 충청남도       | 1,825,472  | 1,185,666  | 64.95% |
| 전북특별자치도 | 1,517,738  | 1,022,298  | 67.36% |
| 전라남도       | 1,565,232  | 1,080,060  | 69.00% |
| 경상북도       | 2,224,011  | 1,447,715  | 65.09% |
| 경상남도       | 2,779,542  | 1,877,551  | 67.55% |
| 제주특별자치도 | 566,611    | 352,464    | 62.21% |
| 전국           | 44,280,011 | 29,654,450 | 66.97% |

#### 시간별 투표율
| 구분     | 날짜     | 7시    | 8시    | 9시    | 10시   | 11시   | 12시   | 13시   | 14시   | 15시   | 16시   | 17시   | 18시   |
| -------- | -------- | ------ | ------ | ------ | ------ | ------ | ------ | ------ | ------ | ------ | ------ | ------ | ------ |
| 사전투표 | 4월 5일  | 0.62%  | 1.25%  | 2.19%  | 3.57%  | 5.09%  | 6.56%  | 8.00%  | 9.57%  | 11.12% | 12.60% | 14.08% | 15.61% |
| 사전투표 | 4월 6일  | 16.17% | 16.86% | 17.78% | 19.04% | 20.51% | 22.01% | 23.41% | 24.93% | 26.53% | 28.10% | 29.67% | 31.28% |
| 본 투표  | 4월 10일 | 1.8%   | 4.2%   | 6.9%   | 10.4%  | 14.5%  | 18.5%  | 53.4%  | 56.4%  | 59.3%  | 61.8%  | 64.1%  | 67.0%  |
| 최종     | 최종     | 67.0%  | 67.0%  | 67.0%  | 67.0%  | 67.0%  | 67.0%  | 67.0%  | 67.0%  | 67.0%  | 67.0%  | 67.0%  | 67.0%  |

본 투표일 13시부터 사전투표, 선상투표, 거소투표, 재외국민선거의 투표 결과가 투표율 계산에 포함된다.

## 출구 조사
| 방송사 | 더불어민주당 더불어민주연합 | 국민의힘 국민의미래 | 녹색정의당 | 새로운미래 | 개혁신당 | 조국혁신당 | 무소속(혹은 기타) |
| ------ | --------------------------- | ------------------- | ---------- | ---------- | -------- | ---------- | ----------------- |
| KBS    | 178~196                     | 87~105              | 0          | 0~2        | 1~4      | 12~14      | 0~2               |
| MBC    | 184~197                     | 85~99               | 0          | 1~1        | 2~2      | 12~14      | 0~3               |
| SBS    | 183~197                     | 85~100              | 0          | 1~1        | 1~4      | 12~14      | 0~6               |

## 선거 결과
종합결과
| 정당명                       | 지역구                                                                         | 지역구                                                                         | 지역구                                                                         | 비례대표                                                                       | 비례대표                                                                       | 비례대표                                                                       | 합계                                                                           | 합계                                                                           | 의석비/득표율                                                                  | 의석비/득표율                                                                  |
| 정당명                       | 득표수                                                                         | 득표율                                                                         | 의석                                                                           | 득표수                                                                         | 득표율                                                                         | 의석                                                                           | 의석계                                                                         | 비율                                                                           | 지역대비                                                                       | 비례대비                                                                       |
| ---------------------------- | ------------------------------------------------------------------------------ | ------------------------------------------------------------------------------ | ------------------------------------------------------------------------------ | ------------------------------------------------------------------------------ | ------------------------------------------------------------------------------ | ------------------------------------------------------------------------------ | ------------------------------------------------------------------------------ | ------------------------------------------------------------------------------ | ------------------------------------------------------------------------------ | ------------------------------------------------------------------------------ |
| 더불어민주당/ 더불어민주연합 | 14,275,878                                                                     | 50.36                                                                          | 161                                                                            | 7,567,459                                                                      | 26.70                                                                          | 14                                                                             | 175                                                                            | 58.33                                                                          | 1.16                                                                           | 2.18                                                                           |
| 국민의힘/ 국민의미래         | 12,804,809                                                                     | 45.17                                                                          | 90                                                                             | 10,395,264                                                                     | 36.67                                                                          | 18                                                                             | 108                                                                            | 36.00                                                                          | 0.80                                                                           | 0.98                                                                           |
| 조국혁신당                   | -                                                                              | -                                                                              | -                                                                              | 6,874,278                                                                      | 24.25                                                                          | 12                                                                             | 12                                                                             | 4.00                                                                           | -                                                                              | 0.16                                                                           |
| 개혁신당                     | 195,147                                                                        | 0.69                                                                           | 1                                                                              | 1,025,775                                                                      | 3.62                                                                           | 2                                                                              | 3                                                                              | 1.00                                                                           | 1.45                                                                           | 0.28                                                                           |
| 진보당                       | 302,925                                                                        | 1.07                                                                           | 1                                                                              | -                                                                              | -                                                                              | -                                                                              | 1                                                                              | 0.33                                                                           | 0.31                                                                           | -                                                                              |
| 새로운미래                   | 200,502                                                                        | 0.71                                                                           | 1                                                                              | 483,827                                                                        | 1.71                                                                           | -                                                                              | 1                                                                              | 0.33                                                                           | 0.46                                                                           | 0.20                                                                           |
| 녹색정의당                   | 78,736                                                                         | 0.28                                                                           | -                                                                              | 609,313                                                                        | 2.15                                                                           | -                                                                              | -                                                                              |                                                                                |                                                                                |                                                                                |
| 자유통일당                   | 18,700                                                                         | 0.07                                                                           | -                                                                              | 642,433                                                                        | 2.27                                                                           | -                                                                              | -                                                                              |                                                                                |                                                                                |                                                                                |
| 소나무당                     | 18,939                                                                         | 0.07                                                                           | -                                                                              | 124,369                                                                        | 0.44                                                                           | -                                                                              | -                                                                              |                                                                                |                                                                                |                                                                                |
| 새진보연합                   | 14,271                                                                         | 0.05                                                                           | -                                                                              | -                                                                              | -                                                                              | -                                                                              | -                                                                              |                                                                                |                                                                                |                                                                                |
| 우리공화당                   | 12,814                                                                         | 0.05                                                                           | -                                                                              | -                                                                              | -                                                                              | -                                                                              | -                                                                              |                                                                                |                                                                                |                                                                                |
| 노동당                       | 7,465                                                                          | 0.03                                                                           | -                                                                              | -                                                                              | -                                                                              | -                                                                              | -                                                                              |                                                                                |                                                                                |                                                                                |
| 국가혁명당                   | -                                                                              | -                                                                              | -                                                                              | 67,420                                                                         | 0.24                                                                           | -                                                                              | -                                                                              |                                                                                |                                                                                |                                                                                |
| 한나라당                     | -                                                                              | -                                                                              | -                                                                              | 72,925                                                                         | 0.26                                                                           | -                                                                              | -                                                                              |                                                                                |                                                                                |                                                                                |
| 새누리당                     | -                                                                              | -                                                                              | -                                                                              | 57,210                                                                         | 0.20                                                                           | -                                                                              | -                                                                              |                                                                                |                                                                                |                                                                                |
| 기타 정당                    | 8,724                                                                          | 0.03                                                                           | -                                                                              | 424,246                                                                        | 1.50                                                                           | -                                                                              | -                                                                              |                                                                                |                                                                                |                                                                                |
| 무소속                       | 406,073                                                                        | 1.43                                                                           | -                                                                              | -                                                                              | -                                                                              | -                                                                              | -                                                                              |                                                                                |                                                                                |                                                                                |
| 합 계                        | 28,344,983                                                                     |                                                                                | 254                                                                            | 28,344,519                                                                     |                                                                                | 46                                                                             | 300                                                                            | 100.0                                                                          |                                                                                |                                                                                |
| 무효표                       | 397,608                                                                        | 1.38                                                                           |                                                                                | 1,309,931                                                                      | 4.42                                                                           |                                                                                |                                                                                |                                                                                |                                                                                |                                                                                |
| 투표수                       | 28,742,591                                                                     | 66.96                                                                          |                                                                                | 29,654,450                                                                     | 66.97                                                                          |                                                                                |                                                                                |                                                                                |                                                                                |                                                                                |
| 선거인수                     | 42,926,247                                                                     |                                                                                |                                                                                | 44,280,011                                                                     |                                                                                |                                                                                |                                                                                |                                                                                |                                                                                |                                                                                |
| 출처                         | 개표현황 \| 투·개표 \| 중앙선거관리위원회 선거통계시스템(역대선거) (nec.go.kr) | 개표현황 \| 투·개표 \| 중앙선거관리위원회 선거통계시스템(역대선거) (nec.go.kr) | 개표현황 \| 투·개표 \| 중앙선거관리위원회 선거통계시스템(역대선거) (nec.go.kr) | 개표현황 \| 투·개표 \| 중앙선거관리위원회 선거통계시스템(역대선거) (nec.go.kr) | 개표현황 \| 투·개표 \| 중앙선거관리위원회 선거통계시스템(역대선거) (nec.go.kr) | 개표현황 \| 투·개표 \| 중앙선거관리위원회 선거통계시스템(역대선거) (nec.go.kr) | 개표현황 \| 투·개표 \| 중앙선거관리위원회 선거통계시스템(역대선거) (nec.go.kr) | 개표현황 \| 투·개표 \| 중앙선거관리위원회 선거통계시스템(역대선거) (nec.go.kr) | 개표현황 \| 투·개표 \| 중앙선거관리위원회 선거통계시스템(역대선거) (nec.go.kr) | 개표현황 \| 투·개표 \| 중앙선거관리위원회 선거통계시스템(역대선거) (nec.go.kr) |

### 지역구 선거 결과
- 서울
- 부산
- 대구
- 인천
- 광주
- 대전
- 울산
- 세종
- 경기
- 강원
- 충북
- 충남
- 전북
- 전남
- 경북
- 경남
- 제주

| 정당명       | 의석 수 | 그래프 |
| ------------ | ------- | ------ |
| 더불어민주당 | 161석   |        |
| 국민의힘     | 90석    |        |
| 진보당       | 1석     |        |
| 새로운미래   | 1석     |        |
| 개혁신당     | 1석     |        |

254석이 있는 지역구 선거 결과 더불어민주당이 가장 많은 161석을 얻었다. 제22대 국회 의석 수 전체 300석 중 53.66%에 해당한다. 이어 국민의힘이 90석을 얻었다. 나머지 3석 중 진보당이 1석, 새로운미래가 1석, 개혁신당이 1석을 각각 얻었다. 그리고 무소속 당선자는 없었다. 무소속 당선자가 없는 것은 정당추천제로 입후보가 제한되었던 제6대 총선(1961), 제7대 총선(1967년), 제8대 총선(1971년) 이후 처음이다.
| 지역           |     | 더불어민주당 |    | 국민의힘 |   | 새로운미래 |   | 개혁신당 |   | 진보당 | 합계 |
| -------------- | --- | ------------ | -- | -------- | - | ---------- | - | -------- | - | ------ | ---- |
| 서울특별시     | 37  | 37           | 11 | 11       | 0 | 0          | 0 | 0        | 0 | 0      | 48   |
| 부산광역시     | 1   | 1            | 17 | 17       | 0 | 0          | 0 | 0        | 0 | 0      | 18   |
| 대구광역시     | 0   | 0            | 12 | 12       | 0 | 0          | 0 | 0        | 0 | 0      | 12   |
| 인천광역시     | 12  | 12           | 2  | 2        | 0 | 0          | 0 | 0        | 0 | 0      | 14   |
| 광주광역시     | 8   | 8            | 0  | 0        | 0 | 0          | 0 | 0        | 0 | 0      | 8    |
| 대전광역시     | 7   | 7            | 0  | 0        | 0 | 0          | 0 | 0        | 0 | 0      | 7    |
| 울산광역시     | 1   | 1            | 4  | 4        | 0 | 0          | 0 | 0        | 1 | 1      | 6    |
| 세종특별자치시 | 1   | 1            | 0  | 0        | 1 | 1          | 0 | 0        | 0 | 0      | 2    |
| 경기도         | 53  | 53           | 6  | 6        | 0 | 0          | 1 | 1        | 0 | 0      | 60   |
| 강원특별자치도 | 2   | 2            | 6  | 6        | 0 | 0          | 0 | 0        | 0 | 0      | 8    |
| 충청북도       | 5   | 5            | 3  | 3        | 0 | 0          | 0 | 0        | 0 | 0      | 8    |
| 충청남도       | 8   | 8            | 3  | 3        | 0 | 0          | 0 | 0        | 0 | 0      | 11   |
| 전북특별자치도 | 10  | 10           | 0  | 0        | 0 | 0          | 0 | 0        | 0 | 0      | 10   |
| 전라남도       | 10  | 10           | 0  | 0        | 0 | 0          | 0 | 0        | 0 | 0      | 10   |
| 경상북도       | 0   | 0            | 13 | 13       | 0 | 0          | 0 | 0        | 0 | 0      | 13   |
| 경상남도       | 3   | 3            | 13 | 13       | 0 | 0          | 0 | 0        | 0 | 0      | 16   |
| 제주특별자치도 | 3   | 3            | 0  | 0        | 0 | 0          | 0 | 0        | 0 | 0      | 3    |
| 합계           | 161 | 161          | 90 | 90       | 1 | 1          | 1 | 1        | 1 | 1      | 254  |

### 비례대표 득표 결과
46석이 있는 비례대표국회의원선거투표 결과, 국민의미래가 18석, 더불어민주연합이 14석, 조국혁신당이 12석, 개혁신당이 2석을 얻었다.
정당별 비례대표 득표율
|  | 36.67% |

|  | 26.69% |

|  | 24.25% |

|  | 3.61% |

|  | 2.26% |

|  | 2.14% |

|  | 1.70% |

|  | 0.43% |

|  | 0.25% |

|  | 0.23% |

|  | 0.20% |

|  | 0.14% |

|  | 0.12% |

|  | 0.10% |

|  | 0.10% |

|  | 0.10% |

|  | 0.10% |

|  | 0.09% |

|  | 0.09% |

|  | 0.07% |

|  | 0.05% |

|  | 0.05% |

|  | 0.04% |

|  | 0.04% |

|  | 0.04% |

|  | 0.04% |

|  | 0.03% |

|  | 0.03% |

|  | 0.03% |

|  | 0.03% |

|  | 0.02% |

|  | 0.02% |

|  | 0.02% |

|  | 0.01% |

|  | 0.01% |

|  | 0.01% |

|  | 0.01% |

|  | 0.00% |

### 정당별 의석수
| ↓      |                |              |            |            |          |            |          |  |
| 1      | 14             | 161          | 12         | 1          | 3        | 18         | 90       |  |
| 진보당 | 더불어민주연합 | 더불어민주당 | 조국혁신당 | 새로운미래 | 개혁신당 | 국민의미래 | 국민의힘 |  |

## 당선자

### 지역구
더불어민주당 
 국민의힘 
 개혁신당 
 새로운미래 
 진보당 

| 시·도          | 선거구 / 당선자                | 선거구 / 당선자                | 선거구 / 당선자             | 선거구 / 당선자                |
| 서울특별시     | 종로구                         | 중구·성동구 갑                 | 중구·성동구 을              | 용산구                         |
| -------------- | ------------------------------ | ------------------------------ | --------------------------- | ------------------------------ |
| 서울특별시     | 곽상언                         | 전현희                         | 박성준                      | 권영세                         |
| 서울특별시     |                                |                                |                             |                                |
| 서울특별시     | 광진구 갑                      | 광진구 을                      | 동대문구 갑                 | 동대문구 을                    |
| 서울특별시     | 이정헌                         | 고민정                         | 안규백                      | 장경태                         |
| 서울특별시     |                                |                                |                             |                                |
| 서울특별시     | 중랑구 갑                      | 중랑구 을                      | 성북구 갑                   | 성북구 을                      |
| 서울특별시     | 서영교                         | 박홍근                         | 김영배                      | 김남근                         |
| 서울특별시     |                                |                                |                             |                                |
| 서울특별시     | 강북구 갑                      | 강북구 을                      | 도봉구 갑                   | 도봉구 을                      |
| 서울특별시     | 천준호                         | 한민수                         | 김재섭                      | 오기형                         |
| 서울특별시     |                                |                                |                             |                                |
| 서울특별시     | 노원구 갑                      | 노원구 을                      | 은평구 갑                   | 은평구 을                      |
| 서울특별시     | 우원식                         | 김성환                         | 박주민                      | 김우영                         |
| 서울특별시     |                                |                                |                             |                                |
| 서울특별시     | 서대문구 갑                    | 서대문구 을                    | 마포구 갑                   | 마포구 을                      |
| 서울특별시     | 김동아                         | 김영호                         | 조정훈                      | 정청래                         |
| 서울특별시     |                                |                                |                             |                                |
| 서울특별시     | 양천구 갑                      | 양천구 을                      | 강서구 갑                   | 강서구 을                      |
| 서울특별시     | 황희                           | 이용선                         | 강선우                      | 진성준                         |
| 서울특별시     |                                |                                |                             |                                |
| 서울특별시     | 강서구 병                      | 구로구 갑                      | 구로구 을                   | 금천구                         |
| 서울특별시     | 한정애                         | 이인영                         | 윤건영                      | 최기상                         |
| 서울특별시     |                                |                                |                             |                                |
| 서울특별시     | 영등포구 갑                    | 영등포구 을                    | 동작구 갑                   | 동작구 을                      |
| 서울특별시     | 채현일                         | 김민석                         | 김병기                      | 나경원                         |
| 서울특별시     |                                |                                |                             |                                |
| 서울특별시     | 관악구 갑                      | 관악구 을                      | 서초구 갑                   | 서초구 을                      |
| 서울특별시     | 박민규                         | 정태호                         | 조은희                      | 신동욱                         |
| 서울특별시     |                                |                                |                             |                                |
| 서울특별시     | 강남구 갑                      | 강남구 을                      | 강남구 병                   | 송파구 갑                      |
| 서울특별시     | 서명옥                         | 박수민                         | 고동진                      | 박정훈                         |
| 서울특별시     |                                |                                |                             |                                |
| 서울특별시     | 송파구 을                      | 송파구 병                      | 강동구 갑                   | 강동구 을                      |
| 서울특별시     | 배현진                         | 남인순                         | 진선미                      | 이해식                         |
| 서울특별시     |                                |                                |                             |                                |
| 부산광역시     | 중구·영도구                    | 서구·동구                      | 부산진구 갑                 | 부산진구 을                    |
| 부산광역시     | 조승환                         | 곽규택                         | 정성국                      | 이헌승                         |
| 부산광역시     |                                |                                |                             |                                |
| 부산광역시     | 동래구                         | 남구                           | 북구 갑                     | 북구 을                        |
| 부산광역시     | 서지영                         | 박수영                         | 전재수                      | 박성훈                         |
| 부산광역시     |                                |                                |                             |                                |
| 부산광역시     | 해운대구 갑                    | 해운대구 을                    | 사하구 갑                   | 사하구 을                      |
| 부산광역시     | 주진우                         | 김미애                         | 이성권                      | 조경태                         |
| 부산광역시     |                                |                                |                             |                                |
| 부산광역시     | 금정구                         | 강서구                         | 연제구                      | 수영구                         |
| 부산광역시     | 백종헌                         | 김도읍                         | 김희정                      | 정연욱                         |
| 부산광역시     |                                |                                |                             |                                |
| 부산광역시     | 사상구                         | 기장군                         |                             |                                |
| 부산광역시     | 김대식                         | 정동만                         |                             |                                |
| 부산광역시     |                                |                                |                             |                                |
| 대구광역시     | 중구·남구                      | 동구·군위군 갑                 | 동구·군위군 을              | 서구                           |
| 대구광역시     | 김기웅                         | 최은석                         | 강대식                      | 김상훈                         |
| 대구광역시     |                                |                                |                             |                                |
| 대구광역시     | 북구 갑                        | 북구 을                        | 수성구 갑                   | 수성구 을                      |
| 대구광역시     | 우재준                         | 김승수                         | 주호영                      | 이인선                         |
| 대구광역시     |                                |                                |                             |                                |
| 대구광역시     | 달서구 갑                      | 달서구 을                      | 달서구 병                   | 달성군                         |
| 대구광역시     | 유영하                         | 윤재옥                         | 권영진                      | 추경호                         |
| 대구광역시     |                                |                                |                             |                                |
| 인천광역시     | 중구·강화군·옹진군             | 동구·미추홀구 갑               | 동구·미추홀구 을            | 연수구 갑                      |
| 인천광역시     | 배준영                         | 허종식                         | 윤상현                      | 박찬대                         |
| 인천광역시     |                                |                                |                             |                                |
| 인천광역시     | 연수구 을                      | 남동구 갑                      | 남동구 을                   | 부평구 갑                      |
| 인천광역시     | 정일영                         | 맹성규                         | 이훈기                      | 노종면                         |
| 인천광역시     |                                |                                |                             |                                |
| 인천광역시     | 부평구 을                      | 계양구 갑                      | 계양구 을                   | 서구 갑                        |
| 인천광역시     | 박선원                         | 유동수                         | 이재명                      | 김교흥                         |
| 인천광역시     |                                |                                |                             |                                |
| 인천광역시     | 서구 을                        | 서구 병                        |                             |                                |
| 인천광역시     | 이용우                         | 모경종                         |                             |                                |
| 인천광역시     |                                |                                |                             |                                |
| 광주광역시     | 동구·남구 갑                   | 동구·남구 을                   | 서구 갑                     | 서구 을                        |
| 광주광역시     | 정진욱                         | 안도걸                         | 조인철                      | 양부남                         |
| 광주광역시     |                                |                                |                             |                                |
| 광주광역시     | 북구 갑                        | 북구 을                        | 광산구 갑                   | 광산구 을                      |
| 광주광역시     | 정준호                         | 전진숙                         | 박균택                      | 민형배                         |
| 광주광역시     |                                |                                |                             |                                |
| 대전광역시     | 동구                           | 중구                           | 서구 갑                     | 서구 을                        |
| 대전광역시     | 장철민                         | 박용갑                         | 장종태                      | 박범계                         |
| 대전광역시     |                                |                                |                             |                                |
| 대전광역시     | 유성구 갑                      | 유성구 을                      | 대덕구                      |                                |
| 대전광역시     | 조승래                         | 황정아                         | 박정현                      |                                |
| 대전광역시     |                                |                                |                             |                                |
| 울산광역시     | 중구                           | 남구 갑                        | 남구 을                     | 동구                           |
| 울산광역시     | 박성민                         | 김상욱                         | 김기현                      | 김태선                         |
| 울산광역시     |                                |                                |                             |                                |
| 울산광역시     | 북구                           | 울주군                         |                             |                                |
| 울산광역시     | 윤종오                         | 서범수                         |                             |                                |
| 울산광역시     |                                |                                |                             |                                |
| 세종특별자치시 | 세종특별자치시 갑              | 세종특별자치시 을              |                             |                                |
| 세종특별자치시 | 김종민                         | 강준현                         |                             |                                |
| 세종특별자치시 |                                |                                |                             |                                |
| 경기도         | 수원시 갑                      | 수원시 을                      | 수원시 병                   | 수원시 정                      |
| 경기도         | 김승원                         | 백혜련                         | 김영진                      | 김준혁                         |
| 경기도         |                                |                                |                             |                                |
| 경기도         | 수원시 무                      | 성남시 수정구                  | 성남시 중원구               | 성남시 분당구 갑               |
| 경기도         | 염태영                         | 김태년                         | 이수진                      | 안철수                         |
| 경기도         |                                |                                |                             |                                |
| 경기도         | 성남시 분당구 을               | 의정부시 갑                    | 의정부시 을                 | 안양시 만안구                  |
| 경기도         | 김은혜                         | 박지혜                         | 이재강                      | 강득구                         |
| 경기도         |                                |                                |                             |                                |
| 경기도         | 안양시 동안구 갑               | 안양시 동안구 을               | 부천시 갑                   | 부천시 을                      |
| 경기도         | 민병덕                         | 이재정                         | 서영석                      | 김기표                         |
| 경기도         |                                |                                |                             |                                |
| 경기도         | 부천시 병                      | 광명시 갑                      | 광명시 을                   | 평택시 갑                      |
| 경기도         | 이건태                         | 임오경                         | 김남희                      | 홍기원                         |
| 경기도         |                                |                                |                             |                                |
| 경기도         | 평택시 을                      | 평택시 병                      | 동두천시·양주시·연천군 갑   | 동두천시·양주시·연천군 을      |
| 경기도         | 이병진                         | 김현정                         | 정성호                      | 김성원                         |
| 경기도         |                                |                                |                             |                                |
| 경기도         | 안산시 갑                      | 안산시 을                      | 안산시 병                   | 고양시 갑                      |
| 경기도         | 양문석                         | 김현                           | 박해철                      | 김성회                         |
| 경기도         |                                |                                |                             |                                |
| 경기도         | 고양시 을                      | 고양시 병                      | 고양시 정                   | 의왕시·과천시                  |
| 경기도         | 한준호                         | 이기헌                         | 김영환                      | 이소영                         |
| 경기도         |                                |                                |                             |                                |
| 경기도         | 구리시                         | 남양주시 갑                    | 남양주시 을                 | 남양주시 병                    |
| 경기도         | 윤호중                         | 최민희                         | 김병주                      | 김용민                         |
| 경기도         |                                |                                |                             |                                |
| 경기도         | 오산시                         | 시흥시 갑                      | 시흥시 을                   | 군포시                         |
| 경기도         | 차지호                         | 문정복                         | 조정식                      | 이학영                         |
| 경기도         |                                |                                |                             |                                |
| 경기도         | 하남시 갑                      | 하남시 을                      | 용인시 갑                   | 용인시 을                      |
| 경기도         | 추미애                         | 김용만                         | 이상식                      | 손명수                         |
| 경기도         |                                |                                |                             |                                |
| 경기도         | 용인시 병                      | 용인시 정                      | 파주시 갑                   | 파주시 을                      |
| 경기도         | 부승찬                         | 이언주                         | 윤후덕                      | 박정                           |
| 경기도         |                                |                                |                             |                                |
| 경기도         | 이천시                         | 안성시                         | 김포시 갑                   | 김포시 을                      |
| 경기도         | 송석준                         | 윤종군                         | 김주영                      | 박상혁                         |
| 경기도         |                                |                                |                             |                                |
| 경기도         | 화성시 갑                      | 화성시 을                      | 화성시 병                   | 화성시 정                      |
| 경기도         | 송옥주                         | 이준석                         | 권칠승                      | 전용기                         |
| 경기도         |                                |                                |                             |                                |
| 경기도         | 광주시 갑                      | 광주시 을                      | 포천시·가평군               | 여주시·양평군                  |
| 경기도         | 소병훈                         | 안태준                         | 김용태                      | 김선교                         |
| 경기도         |                                |                                |                             |                                |
| 강원특별자치도 | 춘천시·철원군·화천군·양구군 갑 | 춘천시·철원군·화천군·양구군 을 | 원주시 갑                   | 원주시 을                      |
| 강원특별자치도 | 허영                           | 한기호                         | 박정하                      | 송기헌                         |
| 강원특별자치도 |                                |                                |                             |                                |
| 강원특별자치도 | 강릉시                         | 동해시·태백시·삼척시·정선군    | 속초시·인제군·고성군·양양군 | 홍천군·횡성군·영월군·평창군    |
| 강원특별자치도 | 권성동                         | 이철규                         | 이양수                      | 유상범                         |
| 강원특별자치도 |                                |                                |                             |                                |
| 충청북도       | 청주시 상당구                  | 청주시 서원구                  | 청주시 흥덕구               | 청주시 청원구                  |
| 충청북도       | 이강일                         | 이광희                         | 이연희                      | 송재봉                         |
| 충청북도       |                                |                                |                             |                                |
| 충청북도       | 충주시                         | 제천시·단양군                  | 보은군·옥천군·영동군·괴산군 | 증평군·진천군·음성군           |
| 충청북도       | 이종배                         | 엄태영                         | 박덕흠                      | 임호선                         |
| 충청북도       |                                |                                |                             |                                |
| 충청남도       | 천안시 갑                      | 천안시 을                      | 천안시 병                   | 공주시·부여군·청양군           |
| 충청남도       | 문진석                         | 이재관                         | 이정문                      | 박수현                         |
| 충청남도       |                                |                                |                             |                                |
| 충청남도       | 보령시·서천군                  | 아산시 갑                      | 아산시 을                   | 서산시·태안군                  |
| 충청남도       | 장동혁                         | 복기왕                         | 강훈식                      | 성일종                         |
| 충청남도       |                                |                                |                             |                                |
| 충청남도       | 논산시·계룡시·금산군           | 당진시                         | 홍성군·예산군               |                                |
| 충청남도       | 황명선                         | 어기구                         | 강승규                      |                                |
| 충청남도       |                                |                                |                             |                                |
| 전북특별자치도 | 전주시 갑                      | 전주시 을                      | 전주시 병                   | 군산시·김제시·부안군 갑        |
| 전북특별자치도 | 김윤덕                         | 이성윤                         | 정동영                      | 신영대                         |
| 전북특별자치도 |                                |                                |                             |                                |
| 전북특별자치도 | 군산시·김제시·부안군 을        | 익산시 갑                      | 익산시 을                   | 정읍시·고창군                  |
| 전북특별자치도 | 이원택                         | 이춘석                         | 한병도                      | 윤준병                         |
| 전북특별자치도 |                                |                                |                             |                                |
| 전북특별자치도 | 남원시·장수군·임실군·순창군    | 완주군·진안군·무주군           |                             |                                |
| 전북특별자치도 | 박희승                         | 안호영                         |                             |                                |
| 전북특별자치도 |                                |                                |                             |                                |
| 전라남도       | 목포시                         | 여수시 갑                      | 여수시 을                   | 순천시·광양시·곡성군·구례군 갑 |
| 전라남도       | 김원이                         | 주철현                         | 조계원                      | 김문수                         |
| 전라남도       |                                |                                |                             |                                |
| 전라남도       | 순천시·광양시·곡성군·구례군 을 | 나주시·화순군                  | 담양군·함평군·영광군·장성군 | 고흥군·보성군·장흥군·강진군    |
| 전라남도       | 권향엽                         | 신정훈                         | 이개호                      | 문금주                         |
| 전라남도       |                                |                                |                             |                                |
| 전라남도       | 해남군·완도군·진도군           | 영암군·무안군·신안군           |                             |                                |
| 전라남도       | 박지원                         | 서삼석                         |                             |                                |
| 전라남도       |                                |                                |                             |                                |
| 경상북도       | 포항시 북구                    | 포항시 남구·울릉군             | 경주시                      | 김천시                         |
| 경상북도       | 김정재                         | 이상휘                         | 김석기                      | 송언석                         |
| 경상북도       |                                |                                |                             |                                |
| 경상북도       | 안동시·예천군                  | 구미시 갑                      | 구미시 을                   | 영주시·영양군·봉화군           |
| 경상북도       | 김형동                         | 구자근                         | 강명구                      | 임종득                         |
| 경상북도       |                                |                                |                             |                                |
| 경상북도       | 영천시·청도군                  | 상주시·문경시                  | 경산시                      | 의성군·청송군·영덕군·울진군    |
| 경상북도       | 이만희                         | 임이자                         | 조지연                      | 박형수                         |
| 경상북도       |                                |                                |                             |                                |
| 경상북도       | 고령군·성주군·칠곡군           |                                |                             |                                |
| 경상북도       | 정희용                         |                                |                             |                                |
| 경상북도       |                                |                                |                             |                                |
| 경상남도       | 창원시 의창구                  | 창원시 성산구                  | 창원시 마산합포구           | 창원시 마산회원구              |
| 경상남도       | 김종양                         | 허성무                         | 최형두                      | 윤한홍                         |
| 경상남도       |                                |                                |                             |                                |
| 경상남도       | 창원시 진해구                  | 진주시 갑                      | 진주시 을                   | 통영시·고성군                  |
| 경상남도       | 이종욱                         | 박대출                         | 강민국                      | 정점식                         |
| 경상남도       |                                |                                |                             |                                |
| 경상남도       | 사천시·남해군·하동군           | 김해시 갑                      | 김해시 을                   | 밀양시·의령군·함안군·창녕군    |
| 경상남도       | 서천호                         | 민홍철                         | 김정호                      | 박상웅                         |
| 경상남도       |                                |                                |                             |                                |
| 경상남도       | 거제시                         | 양산시 갑                      | 양산시 을                   | 산청군·함양군·거창군·합천군    |
| 경상남도       | 서일준                         | 윤영석                         | 김태호                      | 신성범                         |
| 경상남도       |                                |                                |                             |                                |
| 제주특별자치도 | 제주시 갑                      | 제주시 을                      | 서귀포시                    |                                |
| 제주특별자치도 | 문대림                         | 김한규                         | 위성곤                      |                                |

### 비례대표
| #  | 국민의미래 | 더불어민주연합 | 조국혁신당 | 개혁신당 |
| 1  | 최보윤     | 서미화         | 박은정     | 이주영   |
| 2  | 박충권     | 위성락         | 조국       | 천하람   |
| 3  | 최수진     | 백승아         | 이해민     |          |
| 4  | 진종오     | 임광현         | 신장식     |          |
| 5  | 강선영     | 정혜경         | 김선민     |          |
| 6  | 김건       | 용혜인         | 김준형     |          |
| 7  | 김소희     | 오세희         | 김재원     |          |
| 8  | 인요한     | 박홍배         | 황운하     |          |
| 9  | 김민전     | 강유정         | 정춘생     |          |
| 10 | 김위상     | 한창민         | 차규근     |          |
| 11 | 한지아     | 전종덕         | 강경숙     |          |
| 12 | 유용원     | 김윤           | 서왕진     |          |
| 13 | 조배숙     | 임미애         |            |          |
| 14 | 김장겸     | 정을호         |            |          |
| 15 | 김예지     |                |            |          |
| 16 | 안상훈     |                |            |          |
| 17 | 이달희     |                |            |          |
| 18 | 박준태     |                |            |          |

## 정당별 반응

### 더불어민주당·더불어민주연합
제22대 국회의원 선거 결과 더불어민주당은 161석, 더불어민주연합은 14석을 얻게 되면서 합계 175석, 새진보연합, 진보당 비례의석을 제외하면 171석을 달성했다. 이는 지난 2016년 제20대 국회의원 선거에서 123석을 차지한 데 이어 2020년 제21대 국회의원 선거에서 더불어민주당, 더불어시민당과 합당 후 180석을 차지한 데 이어 이번 국회의원 선거에서도 세 번째로 압승을 거두게 됐다. 이에 이해찬 더불어민주당 선거대책위원회 위원장은 더불어민주당이 단일 야당 사상 최대 의석을 얻었으며 국민들이 윤석열 정부를 심판해야 한다는 뜻을 보였기 때문이었다고 반응했으며 김부겸 더불어민주당 선거대책위원회 위원장 역시 더불어민주당이 잘 했기보다는 윤석열 정부의 무능력, 무책임을 심판하자는 국민적 열망이 강했다고 반응했다. 지역구 254곳 중 비중이 높은 수도권에서 압승했는데 지난 제20대 대통령 선거, 제8회 지방 선거에서 패배했던 서울·인천, 충청에서 압승했고 호남에서 28곳, 제주에서 3곳을 모두 차지했으나, 강원에서 2곳, 낙동강 벨트에서 부진해 부산·울산·경남에서 5곳에서 승리하는데 그쳤다. 더불어민주당은 이번 국회의원 선거 핵심 승부처 지역인 서울 한강 벨트, 경기 반도체 벨트에서 압승했다.

### 국민의힘·국민의미래
제22대 국회의원 선거 결과 국민의힘은 90석, 국민의미래는 18석을 얻게 되면서 합계 108석을 얻었다. 이는 2016년 새누리당 시절 당시 제20대 국회의원 선거에서 122석을 차지한 데 이어 2020년 제21대 국회의원 선거에서 미래통합당, 미래한국당과 합당 후 103석을 차지한 데 이어 이번 국회의원 선거에서도 세 번째로 참패를 기록했다. 이에 한동훈 국민의힘 비상대책위원회 위원장은 민심은 언제나 옳다고 말하면서 총선 패배의 책임을 지고 사퇴했다. 국민의힘 국회의원 선거 패배에 대해 홍준표 대구광역시장은 깜도 안되는 것을 데리고 와서 총선을 지휘하게 했다며 강하게 지도부를 비판했으며 성남시 분당구 갑에서 당선된 안철수 의원은 윤석열 대통령의 국정 운영이 국민들의 눈높이에 맞지 않았던 것이 증명되었다고 발언했다. 이번 국회의원 선거 핵심 승부처 지역인 서울 한강 벨트 중에서는 용산구, 마포구 갑, 동작구 을에서는 승리했지만 경기 반도체 벨트에서는 모두 완패했고 지난 제20대 대통령 선거, 제8회 지방 선거에서 압승했던 서울·인천, 충청에서는 참패했지만 강원, 영남에서는 개헌 저지선을 지키는 주역이 되면서 선거 전부터 국민의힘이 100석 사수를 고사하고 무너질 수 있는 상황에 빠지자 보수층들이 결집하면서 100석 사수를 성공하는데 만족했다.

### 조국혁신당
제22대 국회의원 선거 결과 조국혁신당은 지역구 없이 비례대표만 12석을 획득했다. 조국 조국혁신당 대표는 당선 직후 기자 회견을 열며 검찰이 살아있는 권력을 수사하지 않는다고 국민들이 보고 있으며 검찰은 김건희 여사에 대해 즉각적인 소환 조사를 해야 한다고 발언했다.

### 개혁신당
제22대 국회의원 선거 결과 개혁신당은 3석을 획득했다. 이준석 개혁신당 대표는 선거 결과를 보니 여당이 민심의 심판을 받았다고 생각한다면서 직전 전국 단위 선거에서 대승을 이끌었던 대표가 정당을 옮겨서 출마할 수밖에 없었던 이유에 대해 윤석열 대통령이 곱씹어봐야 한다고 발언했다.

### 새로운미래
제22대 국회의원 선거 결과 새로운미래는 1석을 획득했다. 세종특별자치시 갑에서 당선된 김종민 후보는 더불어민주당이 공천을 취소한 반사이익을 얻었으며 비례대표 투표에서도 1.70%로 부진했다. 이낙연 새로운미래 대표는 국민의 신임을 얻는데 실패했다고 말하며 민주주의 재건을 위한 노력을 계속하겠다고 발언했다.

### 진보당
제22대 국회의원 선거 결과 진보당은 지역구 의석 1석을 획득했으며 더불어민주연합에서 2명의 의원이 당선되었다. 울산 북구에서 당선된 윤종오 후보는 다양한 목소리를 담을 수 있도록 소수 정당에 길을 열어준 울산시민들의 정치 정서가 보편적인 정치 정서가 되어야 국회가 균형 있게 발전할 수 있다고 발언했다.

### 녹색정의당
제22대 국회의원 선거 결과 녹색정의당은 의석을 얻지 못하면서 원외 정당으로 밀려났다. 이에 심상정 녹색정의당 대표는 25년 동안 숙명으로 받들었던 진보 정치의 소임을 내려놓는다며 제21대 국회의원 임기를 마지막으로 정계 은퇴를 선언했다.

## 같이 보기
- 2024년 대한민국 재보궐선거
- 대한민국 제22대 국회
- 중앙선거관리위원회